# Huțulivka, Cosău
Huțulivka (în ucraineană Гуцулівка) este un sat în comuna Traci din raionul Cosău, regiunea Ivano-Frankivsk, Ucraina.

## Demografie
Componența lingvistică a localității Huțulivka
     Ucraineană (99,52%)
     Alte limbi (0,48%)
Conform recensământului din 2001, majoritatea populației localității Huțulivka era vorbitoare de ucraineană (99,52%), existând în minoritate și vorbitori de alte limbi.